# Florin Constantinescu
Florin Constantinescu (n. 24 aprilie 1956, com. Vânători, jud. Iași, România) este un politician român, ales ca senator de Iași în legislatura 2008-2012 și legislatura 2012-2016.
Florin Constantinescu a fost trimis în judecată de DNA pe 26 iunie 2015 alături de fostul deputat Neculai Rățoi și alte 30 de persoane pentru infracțiunea de abuz în serviciu cu consecințe deosebit de grave, în formă continuată.
Pe 4 iulie 2018 Înalta Curte de Casație și Justiție l-a achitat definitiv pe Florin Constantinescu pentru infracțiunea de care era acuzat.